# Hobicaurikány
Hobicaurikány (Urikány, románul: Uricani) város Hunyad megyében, Erdélyben, Romániában.

## Fekvése
A Nyugati-Zsil völgyében, Petrozsénytől 25 km-re nyugat–délnyugatra, a Retyezát és a Vulkán-hegység lábánál fekszik.

## Nevének eredete
Két település, Hobiceny és Urikány egybeolvadásából keletkezett. Mindkettő egy-egy Hátszeg vidéki falu, Hobica és Urik nevét őrzi (amelyek a 19. század közepén egy politikai községet alkottak), és mielőtt állandó lakossággal települtek volna be, azok legelőterületéül szolgáltak. Az utóbbi nevét először 1786-ban (Urikány), az előbbiét 1835-ben jegyezték le (Hobiczeni). A Hobicza-Urikány név 1888-ban jelent meg. (1918 előtt románul is Hobiceni-Uricani vagy Uricani-Hobiceni alakban írták.)

## Története
Urikánynak 1786-ban, Kimpulunyággal együtt 1312 lakosa volt, ezek 75%-a jobbágy, 17%-a zsellér. 1788-ban egy török betörés elpusztította.
Hobica és Urikány is szórt település volt, több házcsoportból állt. 1857-ben kokszolóművet alapítottak benne, ahol a Zsil-völgyben akkor kitermelt feketekőszenet dolgozták fel. 1885-ben megépült a megyei út Firezeni és Mârșevoni házcsoportokig.
1891-ben a Zsil-völgy szénkészletének kitermelésére létrejött az Urikány–Zsil-völgyi Kőszénbánya Rt., az akkori Magyarország legtőkeerősebb bányavállalata. A név ellenére azonban magában a településen nem alapítottak jelentősebb szénbányát.
1916-ban heves harcok színhelye volt. Lakosságát Hátszeg vidékére evakuálták és a város hatszor is gazdát cserélt.
1947-ben kezdték el a kokszolható feketekőszén bányászatát a Balomir-fennsík peremén. 1956-ban épült meg a vasút. 1965-ben kapott városi rangot.

## Népessége
A város népességének alakulása:
| 1850 | 1857 | 1869 | 1880 | 1890 | 1900 | 1910 | 1920 | 1930 | 1941 | 1966 | 1977 | 1992   | 2002 |
| 461  | 873  | 1002 | 1243 | 1345 | 1306 | 1446 | 1317 | 1380 | 1408 | 3306 | 5997 | 11 546 | 9222 |

- 1850-ben a kettős települést 461 görögkatolikus vallású román lakta.
- 1910-ben 1446-an lakták, közülük 1391 volt román, 16 német és 10 magyar anyanyelvű; 1413 görögkatolikus és 25 zsidó vallású.
- A 2002-es népszámlálási adatok alapján 9222 lakosából nemzetiség szerint 8746 volt román és 407 magyar; felekezet szerint 7860 ortodox, 442 pünkösdista, 397 római katolikus, 208 református, 72 görögkatolikus és 51 baptista.

## Gazdaság
1989 előtt gazdasága egyoldalúan a fejlődését megindító szénbányászatra épült.

## Látnivalók
- A Retyezát-hegység.
- Helytörténeti gyűjtemény a 2. sz. általános iskolában.

## Híres emberek
- Itt született 1963. április 25-én Simó Márton költő, elbeszélő, szerkesztő.

## Testvérvárosai
- Salgótarján, Magyarország

## Képek

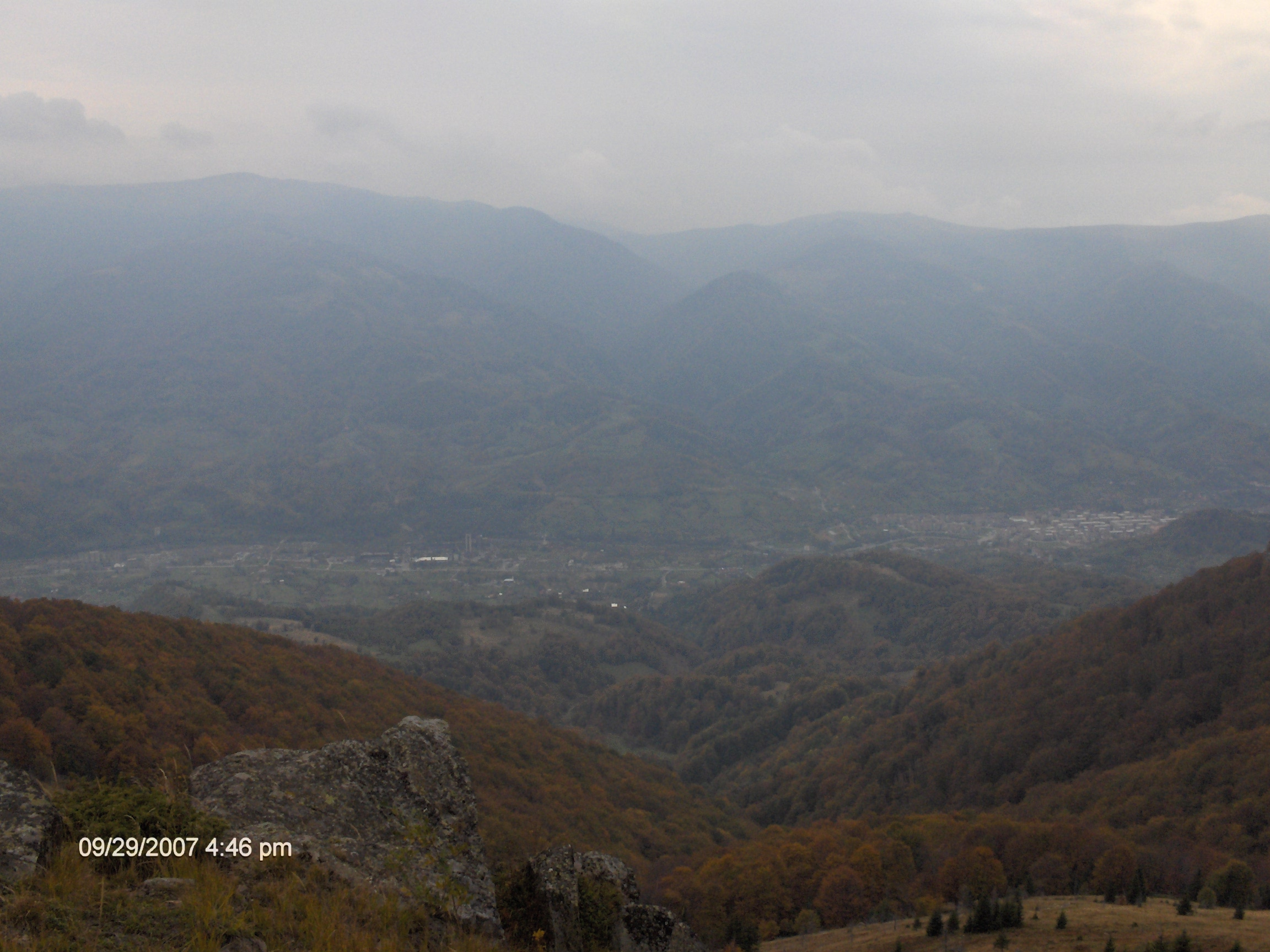
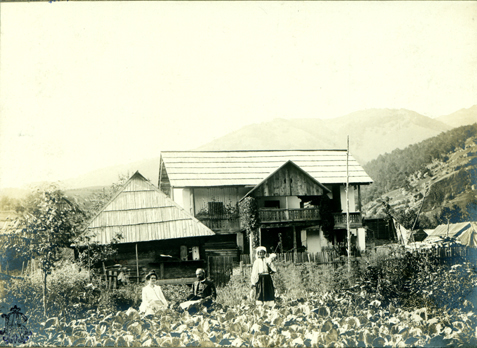
A görögkatolikus paplak a 20. század elején (Adler Lipót felvétele)